# Шимбаркский замок (Малопольское воеводство)
 Памятник культуры Малопольского воеводства, регистрационный номер Z-4-8-49 от 3 июля 1949 года и А-34 от 3 ноября 1971 года .

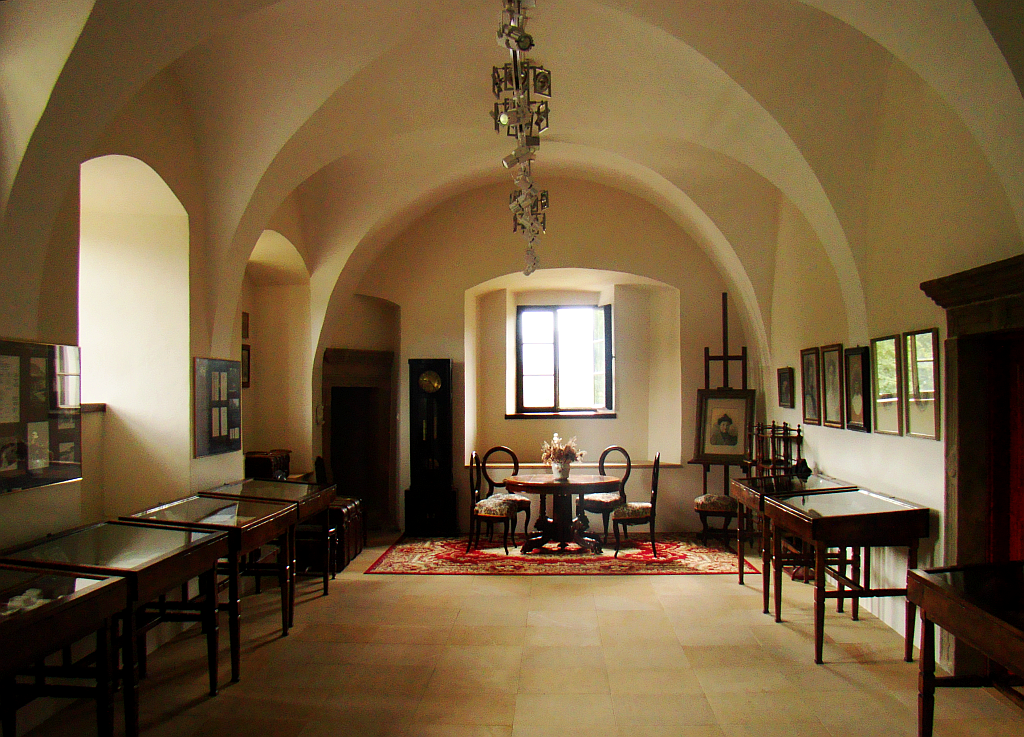
Внутренний интерьер замка

Шимбаркский замок (пол. Kasztel w Szymbarku) — замок в селе Шимбарк Горлицкого повята Малопольского воеводства, Польша. В настоящее время является филиалом музея «Усадьбы Карвацианов и Гладышев» в Горлице. Памятник культуры Малопольского воеводства.

## История
В 1359 году польский король Казимир Великий подарил землю в окрестностях села Шимбарку польскому рыцарю Павлу Гладышу герба Гриф. Земельное владение Гладышев в средние века называлось «Dominium Ropae». Шимбарк, в котором находилась усадьба рода Гладышев, стал родовым гнездом Гладышев. В XVI веке на территории усадьбы стал постепенно формироваться оборонный дом, принявший в последующее время вид небольшого замка.
Замок возводился двумя этапами. Строительство оборонного дома началось в первой половине XVI века и было закончено в начале 90-х годов XVI века. Имена архитектора и строителей не сохранились. Замок был построен на высоком правом берегу реки Ропа.
До конца XVII века замок использовался в качестве жилого здания и для торжественных приёмов. В это время здание состояло из двух подвалов со сводчатым потолком, на первом этаже располагались прихожая, две жилые комнаты, большой зал для торжеств, возле которого находился меньший зал с четырьмя боковыми алькежами. До настоящего времени в двух алькежах сохранились оригинальные камины, каменные порталы и фрагменты полихромии.
На верхнем этаже были сооружены стрельницы, которые свидетельствуют об оборонном назначении здания. В XVII веке на здании появились трещины и оно было укреплено каменными и кирпичными контрофорсами.
После основателей замка представителей шляхетского рода Гладыш замок с начала XVIII века последовательно переходил в собственность родов Стронских, Седлецких, Брониковских, Рогойских, Сенкевичей и Кузнярских.
В XIX веке в замке находился ликёрно-водочный завод и зернохранилище. Во время Первой мировой войны здание использовалось в качестве военной кухни. После Первой мировой войны замок принадлежал Збигневу Сенкевичу, который проживал в находившемся поблизости от замка усадьбе. Збигнев Сенкевич пытался привести здание в первоначальный вид, но из-за смерти в 1934 году запланированный ремонт не состоялся. Была отремонтирована только крыша.
После Второй мировой войны замок перешёл в собственность государства. 3 июля 1949 года замок был внесён в реестр памятников культуры Малопольского воеводства.
В начале 50-х годов XX столетия по поручению Министерства культуры и искусства была произведена консервация замка. Ремонтные работы длились до 2010 года. Во время первой фазы ремонта были восстановлены барочные элементы здания. Внешний ремонт был завершён к концу XX века. В 2010 году был завершён второй этап реконструкции, во время которой были отремонтирован интерьер здания.
С января 2011 года замок действует как филиал музея «Усадьбы Карвацианов и Гладышев». В нём находится постоянная выставка «Замок в Шимбарке». В это же время возле замка была размещена небольшая деревянная усадьба 1920 года, которая была перенесена сюда из города Горлице. Эта усадьба заменила собой усадьбу рода Сенковских, которая находилась здесь до 20-х годов XX столетия.